# Lidgate Castle

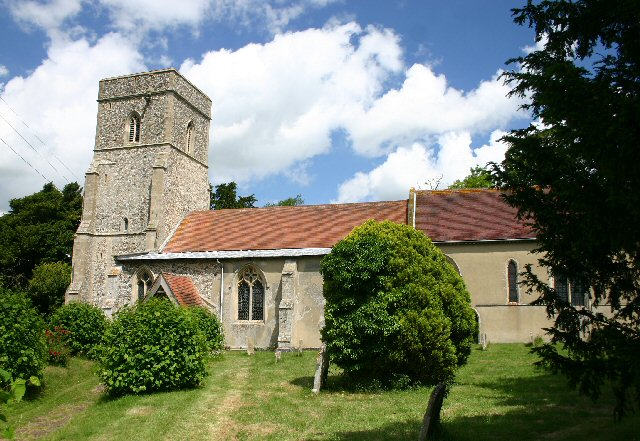
Marienkirche von Lidgate, deren Schiff die alte Burgkapelle enthält und die sich an die Erdwerke der alten Burg anlehnt

Lidgate Castle ist eine Burgruine im Dorf Lidgate in der englischen Grafschaft Suffolk. Die mittelalterliche Motte hatte ungewöhnlicherweise einen quadratischen Grundriss.

## Details

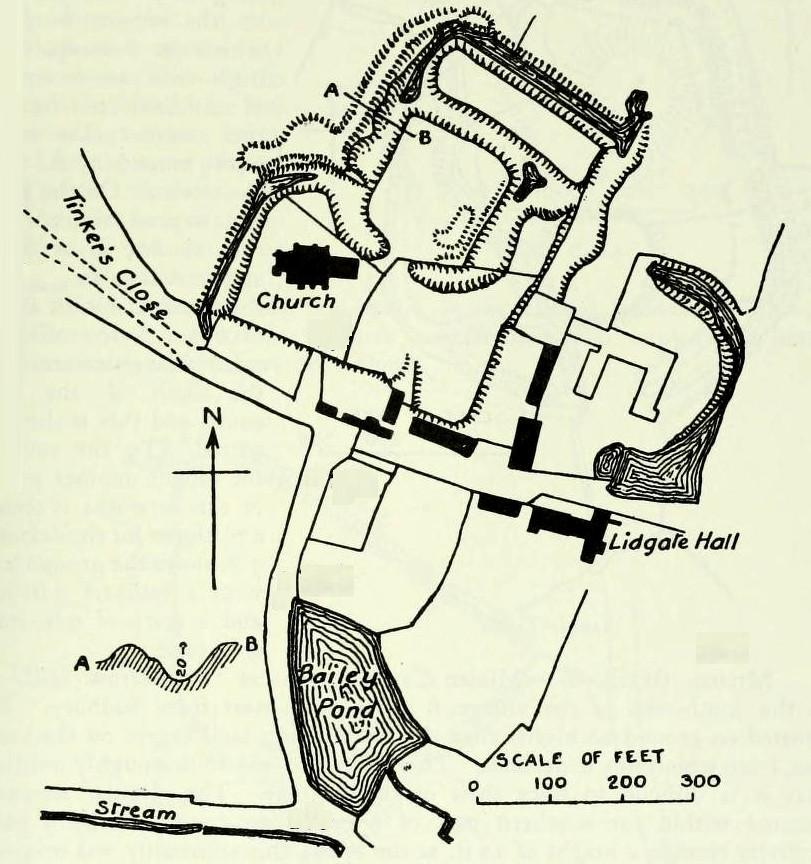
Grundriss von Lidgate Castle 1911

Lidgate Castle wurde vermutlich um das Jahr 1143 errichtet, also während des Bürgerkrieges der Anarchie. Damals war König Stephan mit einem Feldzug gegen den rebellischen Baron Geoffrey de Mandeville beschäftigt und der Bau der Burg war wohl Teil dieses Feldzuges, um seinen Vormarsch in der Region zu sichern.
Die Burg wurde auf einer natürlichen Erhebung errichtet und hatte ungewöhnlicherweise einen quadratischen Grundriss. Der Mound ist quadratisch mit einer Seitenlänge von 20 Metern und ist heute noch 2 Meter hoch. Angeschlossen sind zwei Schutzplattformen. Der Burghof im Süden wurde durch einen Burggraben, 20 Meter breit und 5 Meter tief, sowie durch einen 3,2 Meter hohen, äußeren Wall geschützt.
Vermutlich wurde die Burg in den 1260er-Jahren aufgegeben und im 13. oder 14. Jahrhundert errichtete man die St Mary's Church im Burghof, anschließend an die Erdwerke. Das Kirchenschiff ist vermutlich die originale Kapelle der Burg. Der Südteil der Burg wurde größtenteils zerstört, um Platz zu schaffen für das wachsende Dorf und für die landwirtschaftliche Nutzung. Heute ist die Burgruine, von der nur noch Erdwerke erhalten sind, ein Scheduled Monument.